# Giorgio Magnaghi
Giorgio Magnaghi (Roma, 6 gennaio 1923 – Milano, 21 dicembre 2016) è stato un calciatore italiano, di ruolo attaccante.

## Carriera
L'Ambrosiana-Inter preleva il giocatore dall'Abbiategrasso. In nerazzurro gioca una sola stagione, la 1945-1946. Nell'annata successiva viene ceduto al Vigevano, con cui disputa il campionato di Serie B 1946-1947. In seguito milita anche nella Maceratese, in Serie C, e chiude la carriera nel Castelfidardo, in IV Serie.

## Statistiche

### Presenze e reti nei club
| Stagione        | Club            | Campionato          | Campionato | Campionato |
| Stagione        | Club            | Comp                | Pres       | Reti       |
| --------------- | --------------- | ------------------- | ---------- | ---------- |
| ????-1945       | Abbiategrasso   | Serie C             | ?          | ?          |
| 1945-1946       | Inter           | Divisione Nazionale | 4          | 0          |
| 1946-1947       | Vigevano        | Serie B             | 8          | 3          |
| 1948-1949       | Maceratese      | Serie C             | ?          | ?          |
| Totale carriera | Totale carriera |                     | 12+        | 3+         |